# Chilenomyia paradoxa
Chilenomyia paradoxa är en tvåvingeart som beskrevs av Lars Zakarias Brundin 1983. Chilenomyia paradoxa ingår i släktet Chilenomyia och familjen fjädermyggor. Inga underarter finns listade i Catalogue of Life.